# Christopher Hampton
Sir Christopher Hampton (Horta, 22 gennaio 1946) è uno sceneggiatore, drammaturgo, librettista, regista e traduttore britannico.

## Biografia
Nato nell'isola di Faial nelle Azzorre, ha vinto due premi Oscar per la migliore sceneggiatura non originale: nel 1989 per Le relazioni pericolose e nel 2021 per The Father - Nulla è come sembra. 

## Filmografia parziale

### Sceneggiatore
- Il console onorario (The Honorary Consul), regia di John Mackenzie (1983)
- The Good Father - Amore e rabbia, regia di Mike Newell (1985)
- Oviri, regia di Henning Carlsen (1986)
- Le relazioni pericolose (Dangerous Liaisons), regia di Stephen Frears (1988)
- Poeti dall'inferno (Total Eclipse), regia di Agnieszka Holland (1995)
- Carrington, regia di Christopher Hampton (1995)
- Mary Reilly, regia di Stephen Frears (1996)
- L'agente segreto (The Secret Agent), regia di Christopher Hampton (1996)
- Immagini - Imagining Argentina (Imaging Argentina), regia di Christopher Hampton (2002)
- Espiazione (Atonement), regia di Joe Wright (2007)
- Two Mothers (Adore), regia di Anne Fontaine (2013)
- The Father - Nulla è come sembra (The Father) (2020)
- The Son, regia di Florian Zeller (2022)

### Regista
- Carrington (1995)
- L'agente segreto (The Secret Agent) (1996)
- Immagini - Imagining Argentina (Imaging Argentina) (2002)

## Teatro

### Drammaturgo
- When Did You Last See My Mother? (1964)
- Total Eclipse (1967)
- The Philanthropist (1969)
- Savages (1973)
- Treats (1975)
- Tales From Hollywood (1984)
- Les Liaisons Dangereuses (1986)
- White Chameleon (1991)
- Alice's Adventures Under Ground (1994)
- The Talking Cure (2002)
- Appomattox (2012) utilizzata come libretto per l'omonima opera di Philip Glass
- A German Life (2019)

### Librettista

#### Musical
- Sunset Boulevard (1993)
- Dracula, the Musical (2001)
- Stephen Ward the Musical (2013)

#### Opera
- Waiting for the Barbarians, partitura di Philip Glass (2005)
- Appomattox, partitura di Philip Glass (2007)
- The Trial, partitura di Philip Glass (2014)

### Traduttore
- Casa di bambola di Henrik Ibsen (1973)
- Storie del bosco viennese di Ödön von Horváth (1977)
- Don Giovanni torna dalla guerra di Ödön von Horváth (1978)
- Fede, speranza e carità di Ödön von Horváth (1989)
- Art di Yasmina Reza (1996)
- Un nemico del popolo di Henrik Ibsen (1998)
- Conversations après un enterrement di Yasmina Reza (2000)
- Tre variazioni della vita di Yasmina Reza (2001)
- Le Dieu du Carnage di Yasmina Reza (2008)
- Il giorno del giudizio di Ödön von Horváth (2009)
- Il padre di Florian Zeller (2014)
- La madre di Florian Zeller (2015)
- La verità di Florian Zeller (2016)
- La menzogna di Florian Zeller (2017)
- La vigilia di Natale di Daniel Kehlmann (2018)
- Il figlio di Florian Zeller (2019)

## Riconoscimenti
- Premio Oscar
  - 1989 – Migliore sceneggiatura non originale per Le relazioni pericolose
  - 2008 – Candidatura per la migliore sceneggiatura non originale per Espiazione
  - 2021 – Migliore sceneggiatura non originale per The Father – Nulla è come sembra
- Golden Globe
  - 2008 – Candidatura per la migliore sceneggiatura per Espiazione
  - 2021 – Candidatura per la migliore sceneggiatura per The Father – Nulla è come sembra
- BAFTA
  - 1990 – Migliore sceneggiatura non originale per Le relazioni pericolose
  - 2008 – Candidatura per la migliore sceneggiatura non originale per Espiazione
  - 2021 – Migliore sceneggiatura non originale per The Father - Nulla è come sembra
- Premio Laurence Olivier
  - 1983 – Candidatura per la migliore nuova opera teatrale per Tales from Hollywood
  - 1986 – Migliore nuova opera teatrale per Les Liaisons Dangereuses
  - 1991 – Candidatura per la migliore nuova opera teatrale per White Chameleon

- Tony Award
  - 1971 – Candidatura per la migliore opera teatrale per The Philantropist
  - 1987 – Candidatura per la migliore opera teatrale per Les Liaisons Dangereuses
  - 1995 – Migliore colonna sonora originale per Sunset Bouelvard
  - 1995 – Miglior libretto di un musical per Sunset Bouelvard
- European Film Awards
  - 2021 – Miglior sceneggiatura per The Father – Nulla è come sembra